# Görögország történelme
Görögország történelme a mai Görögország területének története. A görög történelem ezenkívül hagyományosan magában foglalja a görög nép történetét mindazokon a területeken, ahol valaha görögök éltek. A göröglakta területek kiterjedése jelentős mértékben változott a történelem során, következésképpen nagyon változó hogy mi tartozik az egyes korokban a görög történelem körébe.
A görögök ősei valamikor az i. e. 2. évezred közepén érkeztek a mai Görögország területére. A görög civilizáció a fénykorában ugyanakkor hatalmas területre terjedt ki Görögország, Egyiptom és India között. Ezt követően nagy létszámú görög kisebbség maradt a volt görög területeken (például Törökország, Itália, Líbia és a Levante), akik többnyire fokozatosan beolvadtak a helyi népek közé. A 19-20. században görög bevándorlók újabb csoportjai érkeztek a világ különböző részeire (például Észak-Amerika, Ausztrália, Észak-Európa és Dél-Afrika). A mai görögök többsége a modern Görögországban él, amely 1821 óta független állam. A másik főként görög lakosságú állam, a Ciprusi Köztársaság 1960 óta független.

## Az ókori Görögország

Az ókori görög világ, (i. e. 550 körül)

Nincs általános egyetértés afelől, mikortól számítsuk az ókori Görögország korát. A közhasználatban ez a Római Birodalom uralma előtti teljes görög történelmet jelöli, a különböző történészek azonban gyakran eltérően határozzák ezt meg. Egyes szerzők ideértik a minószi és mükénéi civilizációt is, mások azzal érvelnek, hogy ezek annyira különböztek a későbbi görög kultúrától, hogy külön kell őket kezelni. A görög történelmet hagyományosan az első olimpiai játékoktól, i. e. 776-tól számították. Ez a poliszok kora, amelyet az i. e. 6. századtól a klasszikus görög civilizáció koraként emlegetnek. A korszak hagyományos vége Nagy Sándor halála, i. e. 323. A következő időszakot a hellenisztikus Görögország korának nevezik. Nem mindenki választja azonban külön a klasszikus és hellenisztikus Görögországot, néhányan a klasszikus kort egészen a kereszténység 3. századi felemelkedéséig tartó időszakként kezelik.
A legtöbb történész az ókori Görögországot tekinti a nyugati civilizáció alapjának. A görög kultúra nagy hatással volt a Római Birodalomra, amely elterjesztette azt Európa nagy részén. Az ókori görög civilizációnak a modern világra óriási hatása volt a nyelv, politika, oktatási rendszer, filozófia, művészet és építészet területén, különösen a reneszánsz korában és a 18–19. századi Európában és Amerikában (klasszicizmus).

### Preklasszikus kor

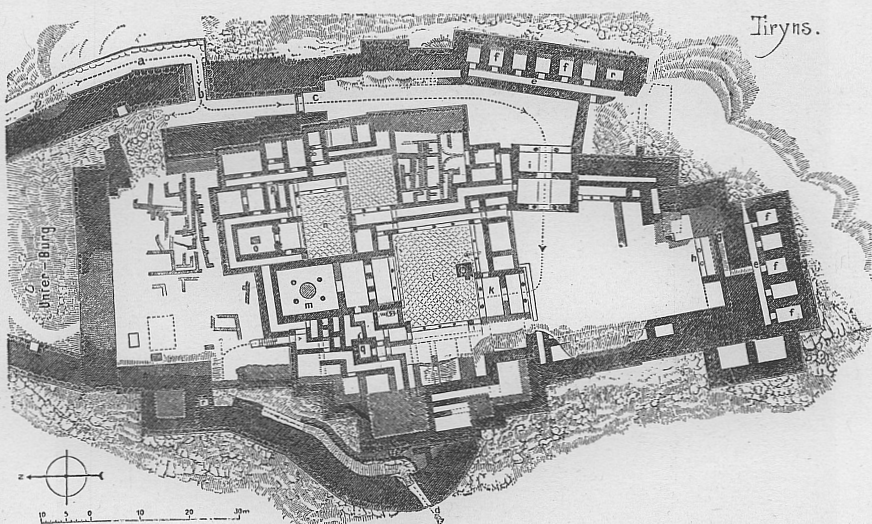
A mükénéi korszak jelentős városa, Tirünsz palotájának az alaprajza

A minószi civilizáció is az Égei-tengeri civilizációk része volt, amely ugyan szerepel a görög mitológiában, de a népe nem volt görög. A görögök az akhájok, majd a dórok bevándorlása után sok kulturális elemet átvettek a korábban ott lakó népekről, ezekről tanúskodik a sok jövevényszó is a görögben.
A görögök a tudomány mai állása szerint Balkán-félszigetre több hullámban vándoroltak be az i. e. 3. évezred végétől kezdve. Az utolsó ilyen hullám a dór vándorlás volt.
Az i. e. 16-tól az i. e. 11. századig tartó kor a mükénéi Görögország időszaka volt, amely leginkább a trójai háborúról, Homérosz elbeszéléséből ismert.
Az i. e. 11-től az I. e. 8. századig tartó időszak az úgynevezett görög sötét kor, amiről nem szól elsődleges forrás, és csak gyér régészeti leletek maradtak fenn belőle. Másodlagos és harmadlagos szövegek, mint Hérodotosz Hisztoriai, Pauszaniasz Görögország leírása, Diodórosz Bibliothéké és Szent Jeromos Khronikon c. munkája, rövid kronológiát és királylistákat tartalmaznak erre az időszakra vonatkozóan.
Az i. e. 8. század a poliszok korának kezdete. A politikai alapegységek az önálló görög városállamok, a poliszok lettek, amelyek közül különösen Spárta és Athén emelkedett ki, utóbbi létrehozva sajátos athéni demokráciát.

### Klasszikus görög civilizáció és római kor

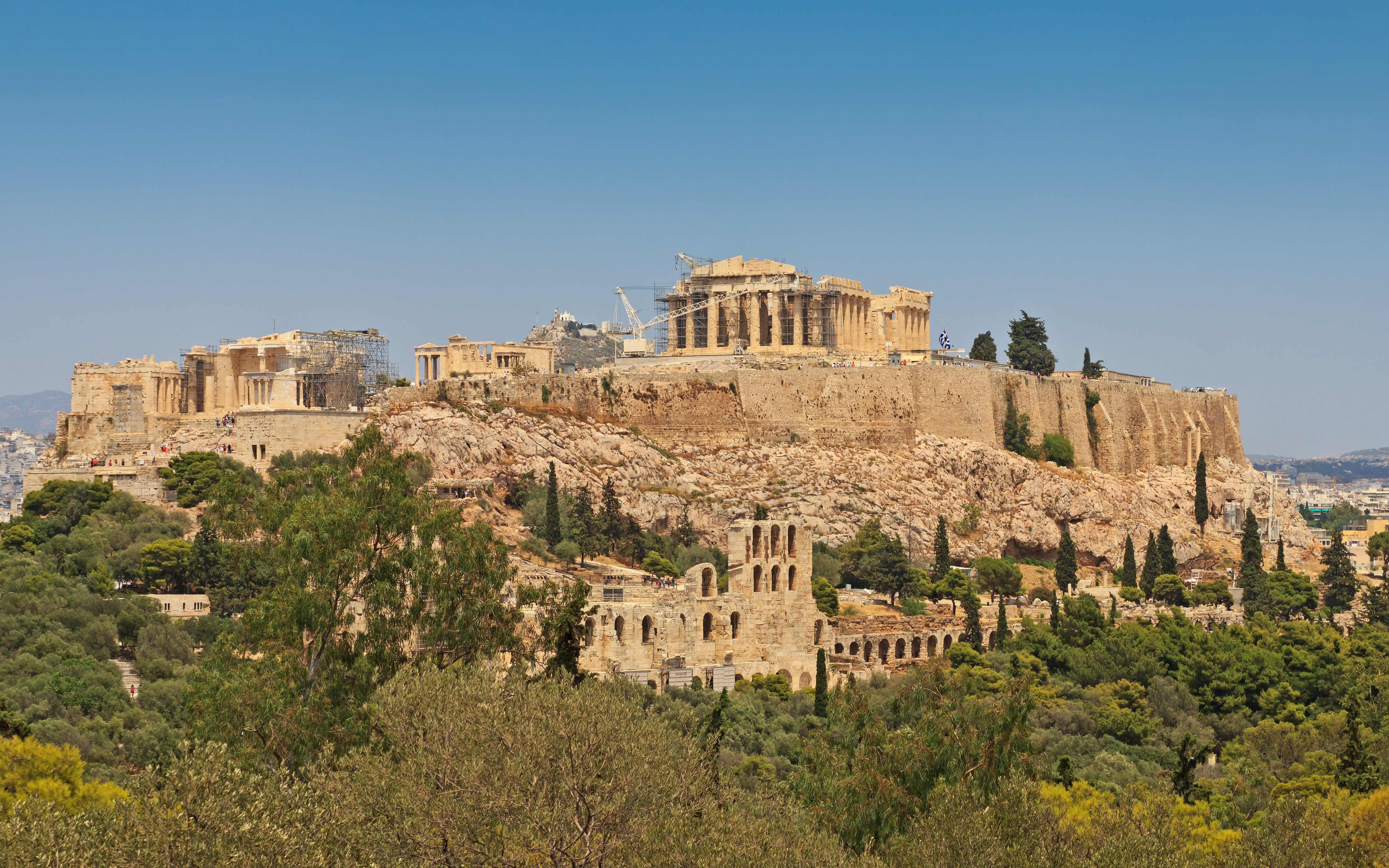
Az athéni Akropolisz romjai

Az i. e. 6. századtól számítjuk a klasszikus görög civilizáció korát. Az időszak első szakaszát két nagy háború határozta meg, a görög–perzsa háborúk (i. e. 500–i. e. 448), majd a peloponnészoszi háború (i. e. 431–i. e. 404). Ez utóbbi Athén teljes vereségével ért véget, és egy ideig Spárta, majd i. e. 371-től Thébai lett Görögország legerősebb polisza. I. e. 346-ban azonban az eredetileg a mai Görögország északi területét uraló makedón király kiterjesztette hatalmát valamennyi görög poliszra, kiépítve a Makedón Birodalmat.

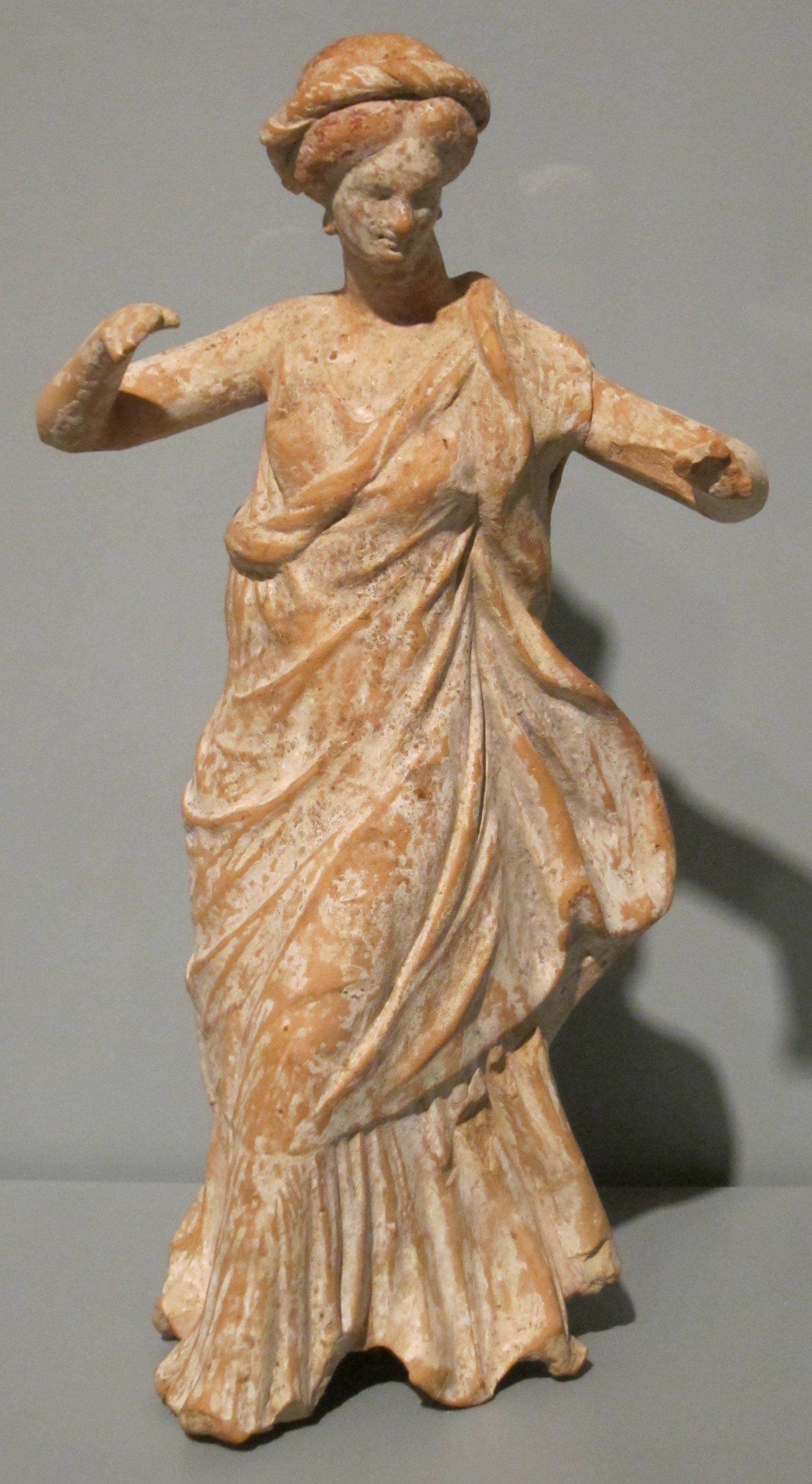
Táncoló asszony szobra (i. e. 4. század)

A hellenisztikus kor i. e. 336-tól i. e. 30-ig tartott. Kezdetét a makedón Nagy Sándor (Alexandrosz) uralkodásától számítjuk. Halála után hadvezérei, a diadokhoszok felosztották egymás között a birodalmat, így három nagy hellenisztikus állam jött létre. A görögök és a makedónok állama mellett, ahol az Antigonidák voltak az uralkodó család, létrejött a Szeleukoszok által irányított Szeleukida Birodalom, amely Szíriából, Mezopotámiából és Kis-Ázsia egyes részeiből tevődött össze. A harmadik nagy állam Egyiptom lett, ahol a Ptolemaidák lettek az uralkodók. A keleti és a görög kultúra összeolvadása jelentős gazdasági fellendülést eredményezett. Előtérbe került az árutermelés, óriási metropoliszok jöttek létre. Ezek lettek az ipar, a kereskedelem és a kultúra központjai is (például Alexandria, Pergamon). A hellenisztikus államokat despoták uralták, általánosan elterjedt államforma lett a monarchia. A görög lakosságú városok kiváltságos helyzetet élveztek, és a hadsereg mellett az uralkodók támaszai voltak. E támogatás fejében belső önállóságot kaptak, ügyeiket maguk intézhették, leginkább ezekben a városokban virágzott a hellenisztikus kultúra.
I. e. 187–123 között Görögország fokozatosan a Római Birodalom részévé vált. A rómaiak ugyanakkor a görög kultúra befolyása alá kerültek. A rómaiak helyi közigazgatást hagytak a görögöknek, és nem szüntették meg a meglévő politikai struktúrákat. Athénban például az Agora továbbra is a politikai és polgári élet színtere maradt.
Caracalla dekrétuma i. sz. 212-ben minden görögországi szabad felnőtt férfire kiterjesztette a római polgárjogot, felgyorsította azt a folyamatot, amely a római hatalom Itáliából Görögországba és keletre való áthelyeződéséhez vezetett.

## A bizánci Görögország

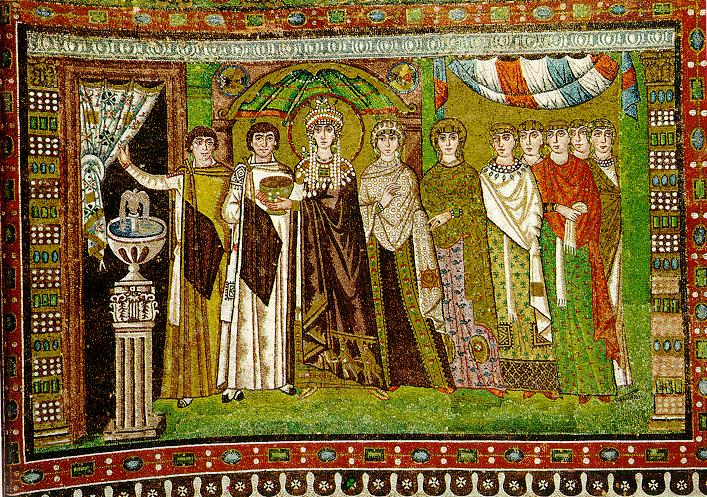
Theodóra bizánci császárnő és kísérete (a San Vitale-templom freskója, 6. század)

August Heisenberg szerint a Bizánci Birodalom a görög nép római állama, amely kereszténnyé lett. A késő ókor és a középkor folyamán a görögök lakta terület lett a klasszikus ókori civilizáció örököse, majd továbbadója egész Európa számára. A görögök a Római Birodalom kettéosztása, majd a Nyugatrómai Birodalom összeomlása után kerültek ebbe a pozícióba. Konstantinápoly vezető szerepe akkor kezdődött, amikor Nagy Konstantin ide, a régi görög gyarmatvárosba, Büzantionba helyezte a birodalom fővárosát.
A birodalom korai szakaszát (324–610) Nagy Konstantin és I. Justinianus bizánci császár alakja fémjelzi. A római tradíció folytatóiként ekkor a birodalom határainak védelme, ill. a birodalom helyreállítása volt a céljuk. Ugyanekkor vált először szabadon gyakorolható, majd államvallássá a kereszténység, s rengeteg belső konfliktus származott a doktrinális különbségekből (eretnekségek), végül sikerült rögzíteni az ortodox doktrínát..
A középső bizánci éra (610–867) első részében külső támadások érték a birodalmat a perzsák, longobárdok, avarok, szlávok, bolgár-törökök és arabok) részéről. Ezek a támadások nem korlátozódtak a határterületekre, hanem a belső területeket, sőt a fővárost is fenyegették. Végül a támadók nem is hagyták el a birodalom területét, hanem benne megtelepedve, Bizánccal ellenséges új államokat hoztak létre. A belső és külső körülmények a birodalom szerkezetének átalakulásához vezettek. Kiteljesedtek az előző korszakban elindult folyamatok, bekövetkezett a szabad parasztok túlsúlya, elterjedtek a katonai birtokok, létrejött a thema-rendszer. A kormányzat és a társadalom ösdzetéveszthetetlenül göröggé vált, a képromboló mozgalom után az ortodoxia helyreállítása pedig sikeres térítő akciókat tett lehetővé a szomszéd népek körében. amivel bizánci kulturális befolyás alá vonták őket. Ebben az időszakban a birodalom területileg és gazdaságilag visszaesett, elveszített gazdag területeket, de nagyobb kulturális, nyelvi és dogmatikai homogenitásra tett szert.
A 8. századtól kezdve a birodalom kezdett magához térni az egymás követő inváziók sokkjából, és megkezdődött Görögország visszafoglalása. Szicíliából és Kis-Ázsiából (Magna Graecia) görög telepeseket hoztak be, a szlávokat pedig vagy kiszorították, vagy asszimilálták. A 9. század közepére Görögország görög volt megint, városai ismét fejlődni kezdtek a nagyobb biztonság és a hatékony központi ellenőrzés következtében.
Egy újabb válságos időszak után a 11. és 12. században a Komnénosz-császárok, I. Alexiosz, II. János és I. Manuél határozott uralma alatt Görögország virágzott. A kutatások szerint a vidéki gazdaság jelentősen fejlődött, a népesség nőtt és nagy területeket vontak mezőgazdasági művelés alá. A növekvő népsűrűség a városok (Athén, Thesszaloniké, Thébai, Korinthosz) újjászületéséhez vezetett. Mindez vonzotta a velenceieket, s a fejlődő kereskedelem további növekedéshez vezetett. A velenceiek aktív kapcsolatot létesítettek Görögország, a Szentföld, Egyiptom és a nyugat között. Ez a két évszázad a bizánci művészet aranykora volt.
A negyedik keresztes hadjárattal 1204-ben kezdődött a késő bizánci periódus. Ekkor e keresztesek elfoglalták Konstantinápolyt. A görögök története során ekkor vesztették el először a várost, ami a kicsiny területű Latin Császárság központja lett. A többi görög területen a Nikaiai Császárság, a Trapezunti Császárság és az Epiruszi Despotátus osztozott. A latin uralom meghatározóan befolyásolta a bizánci fejlődést, a feudalizmus elemei beszivárogtak a bizánci életbe. 1261-ben megdőlt a Latin Császárság és a nikaiai császár visszaköltözött Konstantinápolyba.
De a birodalom már soha többé nem nyerte vissza korábbi erejét. Fokozatos gyengülés és az oszmán törököktől elszenvedett területi veszteségek után 1453-ban II. Mohamed szultán bevette Konstantinápolyt és az Oszmán Birodalom fővárosává tette.

## Az oszmán uralom

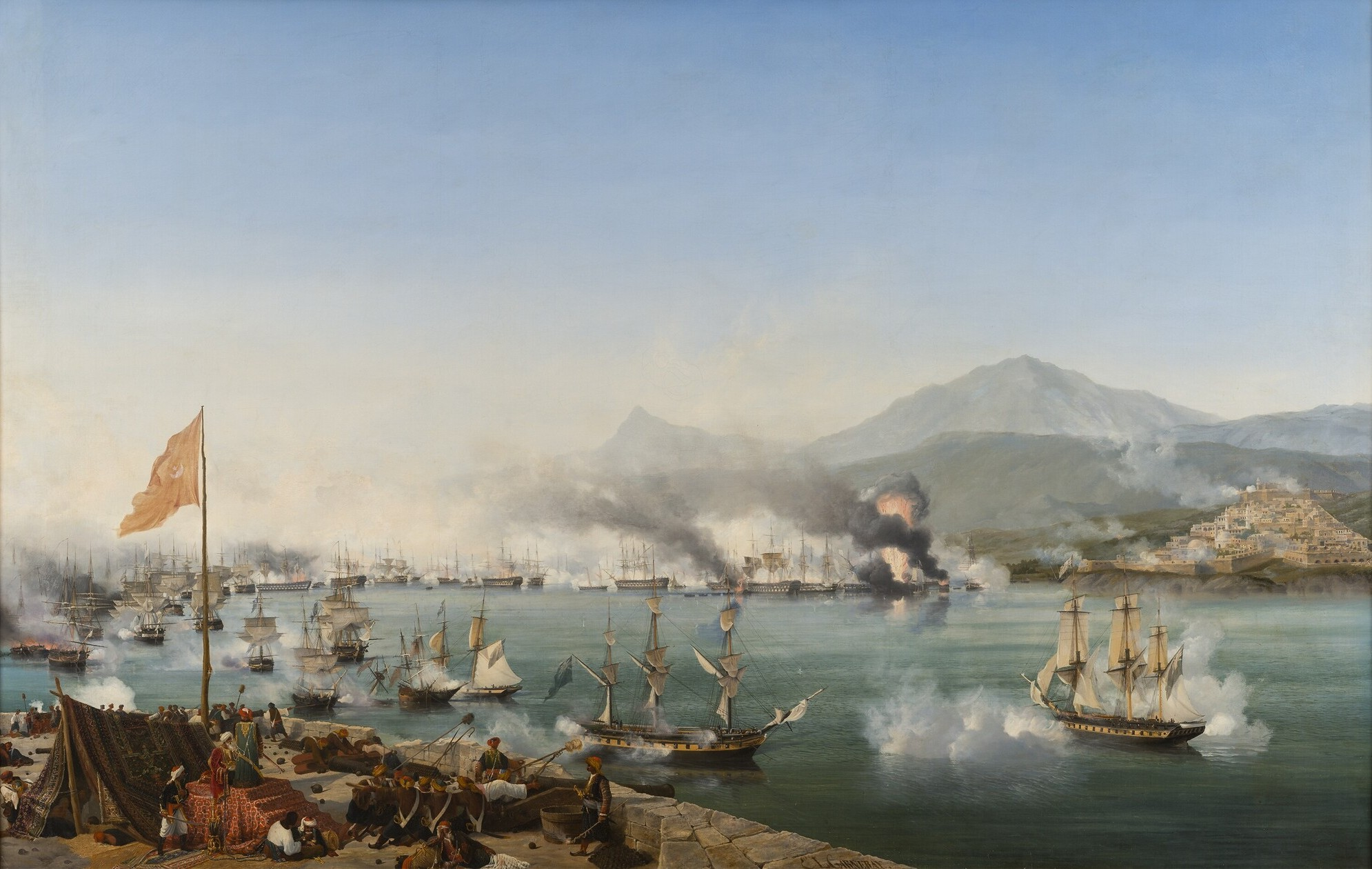
A Navarinói csata, 1827 októberében gyakorlatilag véget vetett a török uralomnak

Az oszmán-török uralom idején kétféle vándorlás indult meg a görögök között. Az egyik magával ragadta a görög értelmiséget nyugatra, ahol résztvevői lettek a reneszánsz felívelésének. A másik a síkságokon élő görögöket a hegyvidékre telepítette át.
Görögország hegyvidéki jellege miatt a törökök nem tudták elfoglalni az egész görög félszigetet, mivel nem létesítettek sem állandó kormányzati, sem állandó katonai jelenlétet. A szárazföldön és a szigeteken mindenfelé hegyi klánok jöttek létre.
A 16. század végétől a görögök kezdtek visszatelepedni a síkságokra. A török millet rendszer hozzájárult az ortodox görögök összetartásához, mert az vallási alapon elkülönítette a birodalom különböző népeit. A görög ortodox egyház etnikai-vallási szervezet volt, amely segítségükre volt a görögöknek, hogy megőrizzék etnikai, kulturális és nyelvi örökségüket az oszmán uralom idején. A síkságokon élő görögök vagy keresztények voltak, elviselve az idegen hatalom minden terhét, vagy kriptokeresztények – görög muszlimok, akik titokban gyakorolták keresztény vallásukat. Sok görög vált kriptokereszténnyé, hogy elkerülje a súlyos adókat, akik ugyanakkor identitásukat a görög ortodox egyházhoz való titkos kapcsolatuk fenntartásával fejezték ki.
Azokat a görögöket, akik igazán áttértek az iszlámra, és nem voltak kriptokeresztények, töröknek tartották az ortodox görögök akkor is, ha továbbra is görögül és nem törökül beszéltek. De ők is nagy hatással voltak a modern görög kultúra fejlődésére, ahogy sok török hagyomány és szokás bekerült a görög hagyományba a török uralom idején. A legnyilvánvalóbb török hatást ma görög zenében és konyhában figyelhetjük meg.

## A modern görög állam létrejötte

Görögország határainak alakulása a 19. és a 20. század során

Az oszmán uralom a 19. század elejéig tartott. A görögök a görög szabadságharcban lázadtak fel 1821-ben, kinyilvánították függetlenségüket, de csak 1829-re jártak sikerrel. Az európai elitek a függetlenségi háborút – a török atrocitásokkal együtt – romantikus fényben látták. Önkéntesek (például Lord Byron) jöttek harcolni. A törökök már-már teljesen elfojtották a felkelést, de végül a fenyegető angol-francia-orosz intervenció miatt nem tették ezt meg. Az orosz külügyminiszter, Joánisz Kapodísztriasz – maga is görög – hazatért, hogy az új köztársaság elnöke legyen. Néhány év múlva nyugati bábáskodással a köztársaságból monarchia lett, az első király Bajorországból, a második Dániából érkezett.
A 19. és 20. század folyamán a görögök számos törökök ellen vívott háborúban próbálták meg határaikat kiterjeszteni, hogy minden görög a görög államban élhessen. A terület lassacskán növekedett, 1947-ben érte el a jelenlegi határait.
Az I. világháborúban Görögország az antant hatalmak oldalán állt a törökök és a központi hatalmak ellenében. (Lásd: Görögország az első világháborúban.) A háború után a nagyhatalmaktól megkapta Kis-Ázsia egy részét Szmürnával – ma İzmir – aminek jelentős görög lakossága volt. Ekkor a török nacionalisták Mustafa Kemal Atatürk vezetésével megdöntötték az oszmán kormányzatot, és legyőzték a görögöket, kiszorítva őket Kis-Ázsiából. Ekkor lakosságcsere ment végbe a két ország között.

## Görögország története a második világháború óta

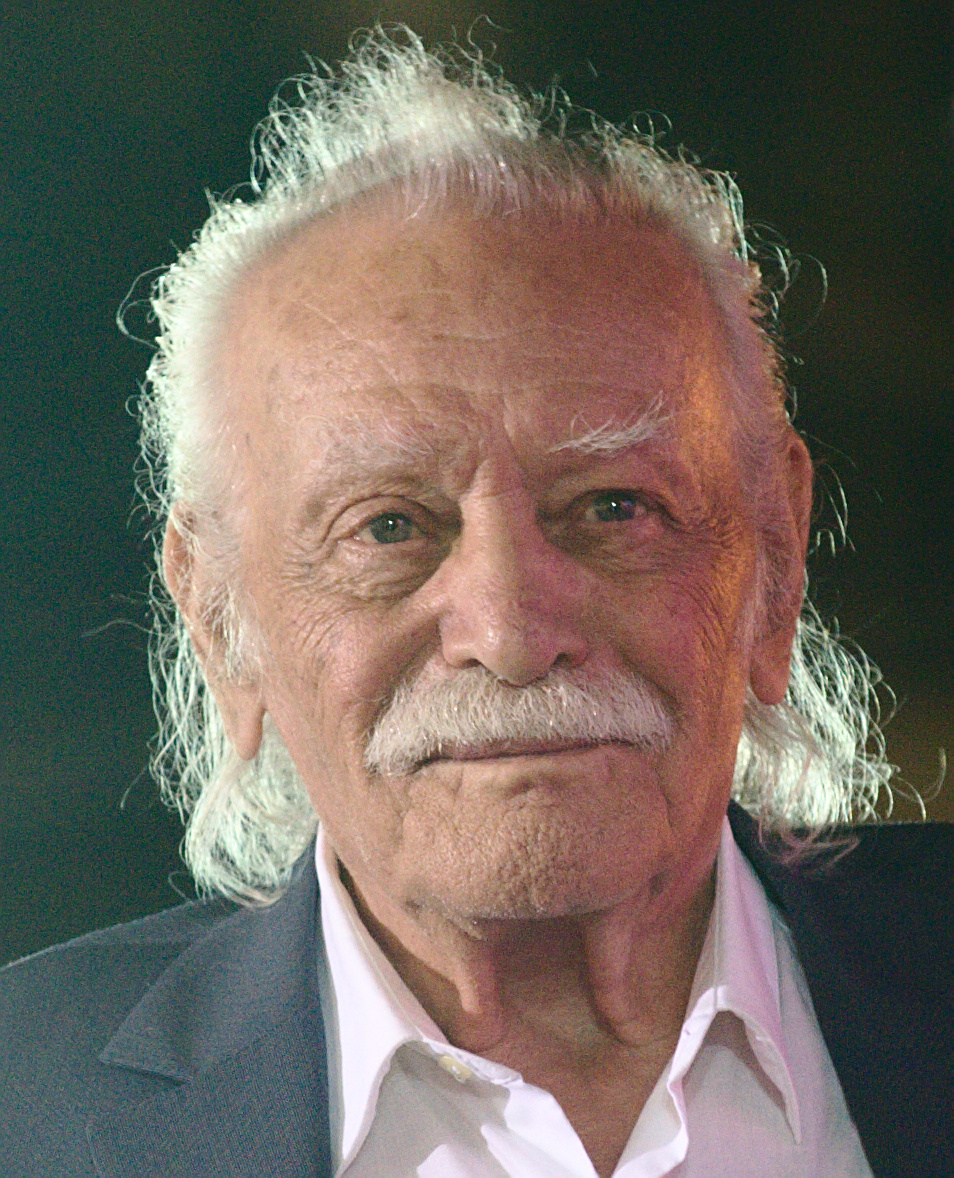
Manolisz Glezosz görög nemzeti hős, aki 1941 májusában az Akropoliszról letépte a horogkeresztes zászlót, és a görög lobogót tűzte a helyére

1936-ban Joánisz Metaxász tábornok ragadta magához a hatalmat, és Mussolini fasiszta-paternalisztikus rendszeréhez hasonló módon kormányozott – külpolitikájában azonban angolbarát maradt. A második világháborúban Görögország a szövetségesek oldalán harcolt. Olaszország megtámadta 1940-ben, miután a görögök nem teljesítették Mussolini követeléseit, de Görögország visszaverte a támadást. Ekkor Hitler kényszerűségből közbeavatkozott, és elfoglalta az országot. Kréta szigetén zajlott le a háború legnagyobb német ejtőernyős támadása az azt védő britek ellen. A náci megszállás idején görögök ezrei haltak meg csatában, koncentrációs táborban vagy éhínség következtében. A zsidó közösség legnagyobb részét a megszállók elpusztították.
A felszabadulás után a gazdaság romokban hevert. Véres polgárháború tört ki a kommunisták és a királypártiak között, amely eltartott 1949-ig. Az 1950-es és 1960-as években Görögország lassan fejlődött először a Marshall-terv kölcsöneinek és segélyeinek, majd a turisztikai szektornak köszönhetően. 1967-ben a hadsereg puccsal ragadta magához a hatalmat, a gyanú szerint a CIA segítségével. 1974-ben végül a ciprusi válság, Észak-Ciprus török inváziója miatt megbukott a görög és a ciprusi junta is.
Az 1975-ben tartott népszavazás nyomán demokratikus rendszer alakult ki, sok világháborús és azutáni menekült ekkor hazatért. Görögország 1981-ben belépett az —  Európai Unióba elődjének tekintett — Európai Gazdasági Közösségbe, és az euró létrehozásakor 2001-ben az euróövezetbe. Görögország és Törökország között jelenleg is feszültség van egyrészt Ciprus miatt, másrészt az Égei-tenger gazdasági kiaknázása ügyében. Jugoszlávia felbomlása után Észak-Macedóniával is vitában állt, 1991 óta akadályozta az ország nemzetközi elismerését „Macedón Köztársaság” néven arra hivatkozva, hogy az az észak-görögországi tartomány, Makedónia neve (három régió: Nyugat-, Közép-Makedónia, Kelet-Makedónia és Thrákia). A görög nacionalisták attól tartottak, hogy az ország emiatt területi követelésekkel léphet fel Görögországgal szemben. Görögország a névvita miatt nem támogatta az Észak-Macedónia felvételét a NATO-ba és az Európai Unióba sem. 2018-ban a két ország vezetése megegyezett a névvita rendezéséről, így 2019-ben Macedóniát átnevezték Észak-Macedóniára.